# فيونا تان
فيونا تان هي فنانة تشكيلية ومصورة ومخرجة إندونيسية، ولدت في 1966 في بيكانبارو في إندونيسيا.

## وصلات خارجية
- فيونا تان على موقع IMDb (الإنجليزية)
- فيونا تان على موقع مونزينجر (الألمانية)
- فيونا تان على موقع ألو سيني (الفرنسية)
- فيونا تان على موقع أول موفي (الإنجليزية)
- فيونا تان على موقع ديسكوغز (الإنجليزية)
- فيونا تان على موقع قاعدة بيانات الفيلم (الإنجليزية)
- فيونا تان على موقع كينوبويسك (الروسية)